# Georg Viktor

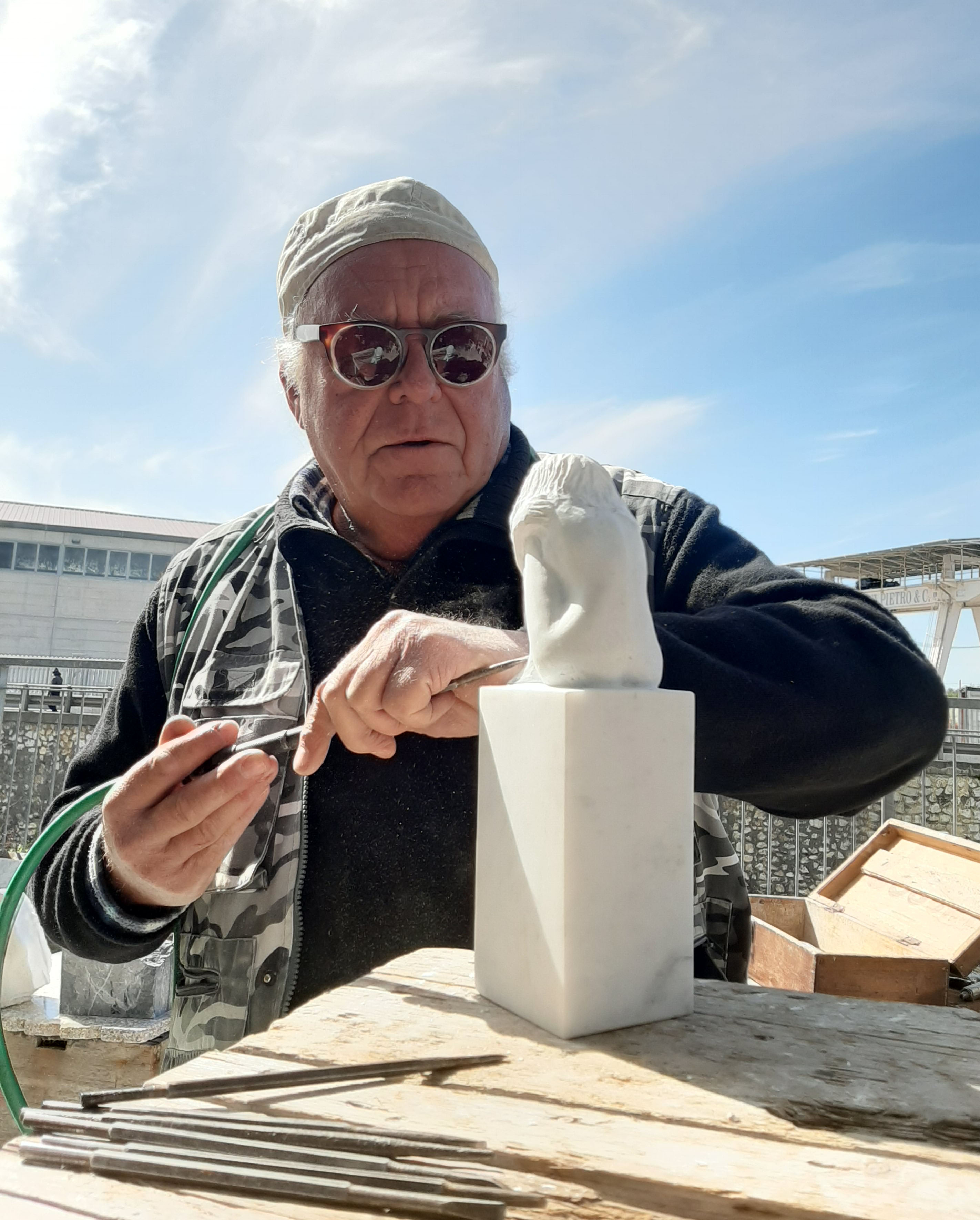
Georg Viktor bei der Arbeit an der Marmorskulptur „Solitudine“

Georg Viktor (* 7. Februar 1953 in Ludwigshafen) ist ein deutscher Bildhauer. Er hat sich auf hyperrealistische, erotische Skulpturen spezialisiert, die er bevorzugt im Marmor haut. Er lebt und arbeitet seit 1979 in Pietrasanta in Italien.

## Werdegang

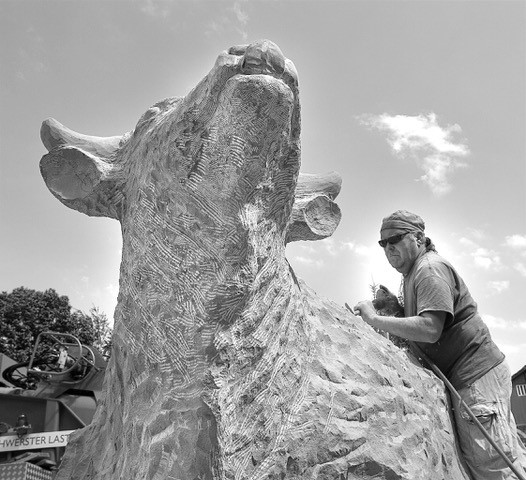
Georg Viktor am Zeus-Stier, vor dem Raub der Europa

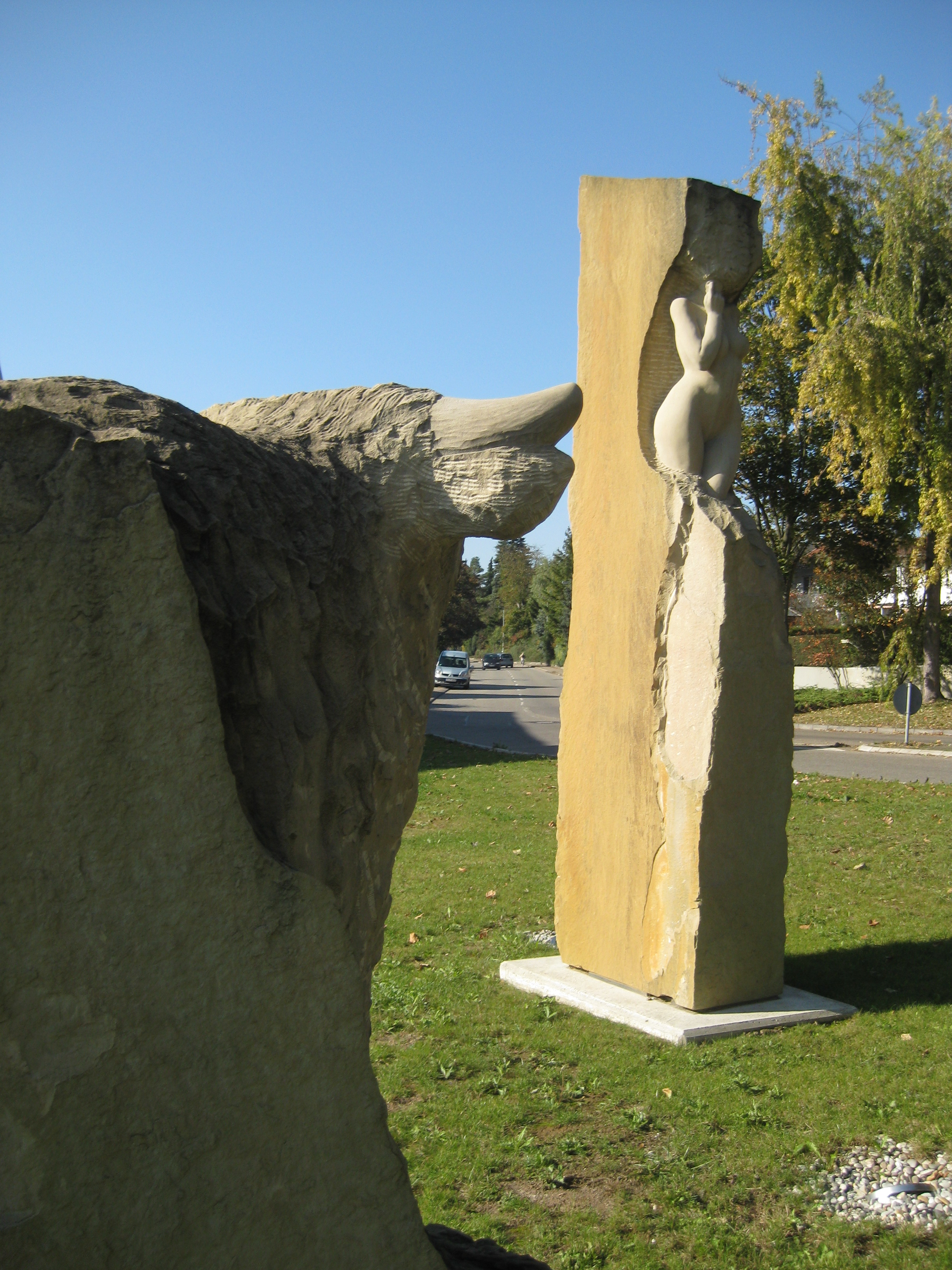
Europa und der Stier in Leingarten

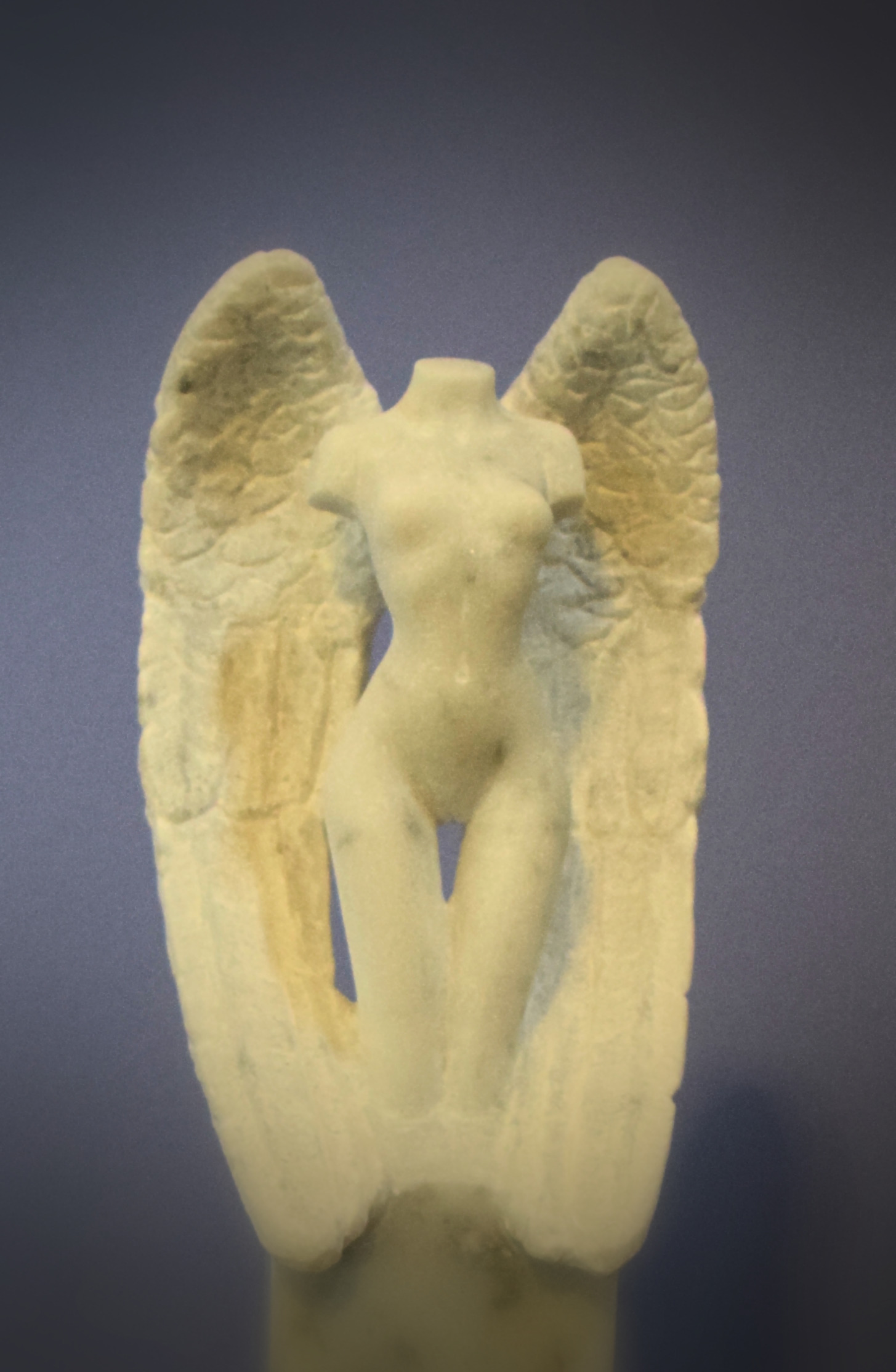
Siegesgöttin Nike von Georg Viktor

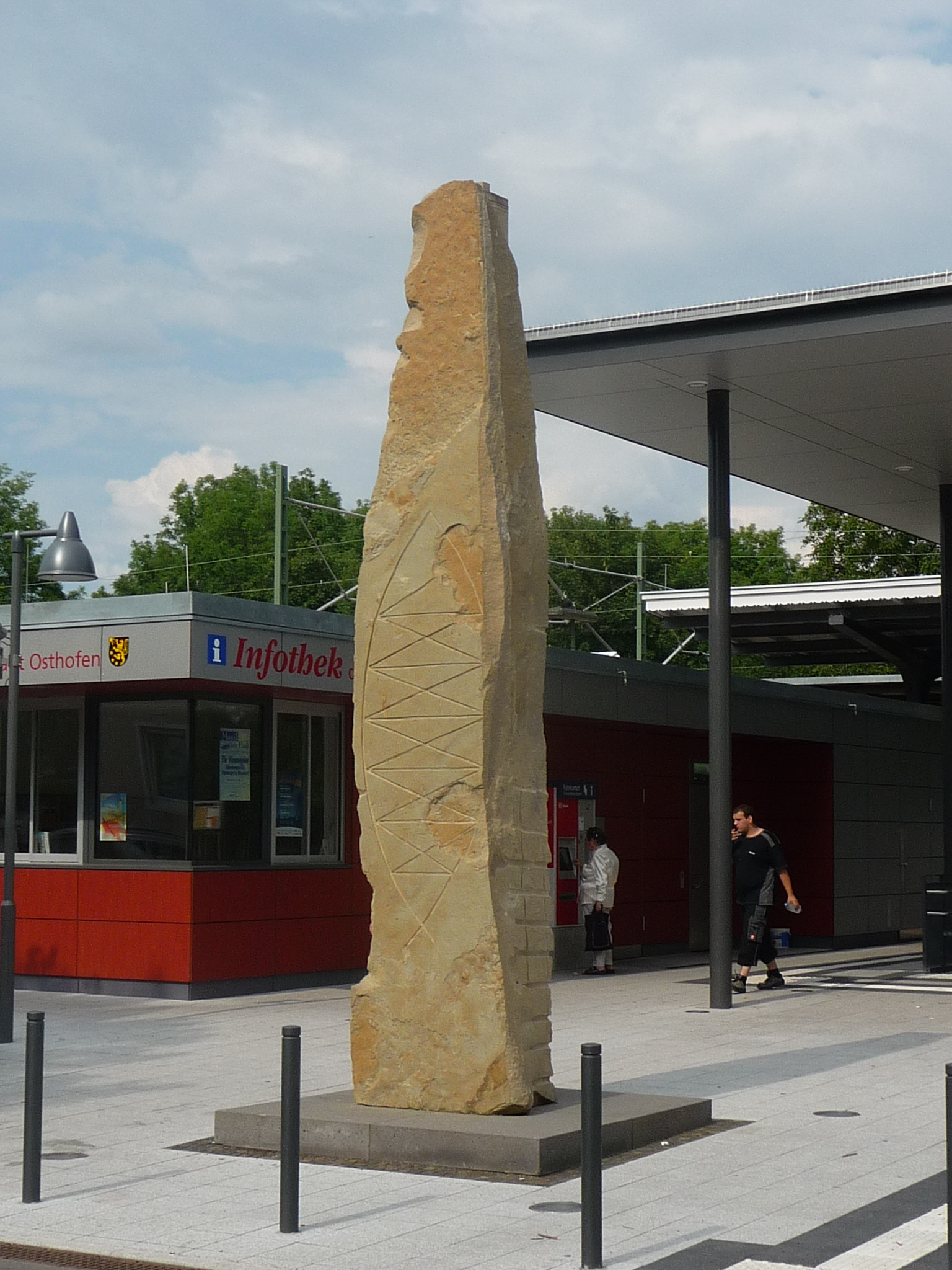
Stele Osthofen Bahnhof

Georg Viktor wuchs in Ludwigshafen auf. 1976 absolvierte er die Staatliche Hochschule für Musik in Heidelberg-Mannheim und 1978 die Ausbildung zum Bildhauer in der Skulpturen- und Restaurierungswerkstatt Volker Dursy in Ladenburg. Seit 1979 arbeitet er als Bildhauer und zog nach Pietrasanta in der Nähe der Carrara-Marmorsteinbrüche. Im Studio F. Palla studierte er die speziellen Techniken der Marmorbearbeitung.
Seit seiner ersten Einzelausstellung in Deutschland 1981 präsentierte Viktor sein Œuvre in Symposien und Einzelausstellungen. Seine Werke sind auch in der permanenten Sammlung von Louis K. Meisel zu sehen, die seiner Ausstellung in der Louis K. Meisel Gallery, New York des Jahres 1996 folgte.

## Werk
In seinem umfangreichen skulpturalen Werk stellt Viktor den perfekt modellierten, bevorzugt weiblichen Körper, oft mit betonenden Accessoires in den Vordergrund. Er setzt dabei den Fokus auf die erotische Ausstrahlung des Körpers.  Er verbindet zeitgenössische Sichten und Themen mit skulpturalen Referenzen aus der griechisch-römischen Antike. Seine realistische, skulpturale Technik basiert auf der präzisen Abbildung der menschlichen Anatomie. Weibliche Motive setzt er typischerweise mit modernen, modischen Mustern um und lässt den Körper aus dem rohen Stein treten. Die Motive erinnern an antike griechisch-römische Skulpturen, die Karyatiden.
Georg Viktor, steht dem Hyperrealismus nahe. Es verwendet die skulpturalen Techniken des Marmors, von traditionell bis modern. Das Material selbst soll die Illusion der Realität erzeugen. Durch die Perfektionierung der Marmorveredelungstechniken erzielt er hyperrealistische Effekte von nackter Haut, Kleidung, Jeans oder Leder auf schwarzem Marmor. Er arbeitet seine Werke in Sand- und Kalkstein sowie in Ton und Bronze aus. Sein bevorzugtes Material ist der Carrara-Marmor, von dessen historischem Reichtum er sich inspirieren lässt.
Übernatürliche Erotik stellt er in den Vordergrund seiner Skulpturen, zu denen der Künstler selbst schreibt „Erotik in der Kunst existiert schon so lange wie die Kunst selbst“ und ergänzt „Meine Skulpturen sind nicht nur zum Betrachten da, sondern auch zum Be - greifen mit den Händen und den Sinnen.“ Das Interesse an seinen Werken spiegelt sich in zahlreichen Symposien, Ausstellungen, Galerien und geht weit über private Kunstliebhaber hinaus. Viele Skulpturen des Künstlers wurden im öffentlichen Raum platziert, wie die Stele für Osthofen oder dem Arrangement des Raubes der Europa durch Zeus in Leingarten.
Sein Interesse für lokale Eigenheiten und besondere Menschen schlägt sich auch in seinem Werk nieder, wie in der Büste des Einzelgängers Ernst Kolb. oder in seiner Hommage á Rimbaud (1989, Marble Statuario 75 x 36 x 26).

## Ausstellungen
- 1996: New York, Louis K. Meisel Gallery „The Great American Pin-ups“
- 1982: Düsseldorf, Große Kunstausstellung, Jeanstorso 5 (Marmor 40 x 33 x 16)[11]
- 2013: Montignoso, Eros/Arte
- 2013: Pietrasanta, La Cava Del Falco, „Il Primo Volo“
- 2013: Montone, Umbria, Triennale Di Scultura
- 2014: Pietrasanta, Art & Design
- 2014: Mannheim, KulturKlub Mittelpunkt, Porträts von Ernst Kolb
- 2014: San Gimignano, iSculpture Art Gallery
- 2014: Mannheim, Kulturklub Mittelpunkt, Mostra di Scultura
- 2017: San Gimignano,Toscana iSculpture Art Gallery „Nuda Pietra“
- 2018: London, Erotic Art Exhibition London
- 2018: Livorno, SMP21, „Nuda Pietra“
- 2018: Bergdietikon, Galerie Bachlechner „Blau“
- 2019: Pietrasanta, Toscana, Galleria Intrecciarte
- 2023: Ausstellung Le armonie marmoree di Viktor in sala delle Grasce in Pietrasanta[12][13][14][15][16]
- 2023: art13 alte brennerei Kunstgalerie[17][18]
- 2024: Ausstellung und offene Künstlerwerkstatt im Ludwig Cauer (Bildhauer)-Haus, Bad Kreuznach[19][20]

## Symposien
- 1981: III. Simposio Internazionale di Scultura, Carrara, Italien[21]
- 1985: VII. Simposio Internazionale di Scultura, Carrara, (Preisträger), Italien
- 1986: II. Internationales Bildhauersymposium, Durbach, Schwarzwald, Deutschland
- 1987: IIIe Simposium International de Sculpture, Digne les Bains, Frankreich
- 2002: III. Simposio Internazionale di Scultura Campomaggiore, Potenza, Italien
- 2006: Simposium International de Sculpture „Les Produits du Terroir“Sénas, Provence, Frankreich
- 2007: Internationales Bildhauersymposium, „Kunst Raum Kreisel“ Leingarten, Heilbronn[22]
- 2007: Symposium de la Pierre „Le Printemps des Sculpteurs“ Oppède, Provence, Frankreich